# Жайлаусай
Жайлауса́й (каз. Жайлаусай) — село у складі Хромтауського району Актюбінської області Казахстану. Входить до складу Табантальського сільського округу.
Населення — 20 осіб (2021; 107 у 2009, 165 у 1999, 216 у 1989).